# SARS-CoV-2-kappavariant
De SARS-CoV-2-kappavariant, ook wel Indiase variant of cap-variant, is een variant van SARS-CoV-2, het virus dat COVID-19 veroorzaakt. Het is een van de drie sublijnen van PANGO-lineage B.1.617. De SARS-CoV-2-kappavariant staat ook bekend als lineage B.1.617.1 en werd voor het eerst ontdekt in India in december 2020. Het wordt  voor mogelijk gehouden dat de variant in China heeft bestaan, maar niet is bekendgemaakt. Eind maart 2021 was de kappavariant goed voor meer dan de helft van de sequenties die vanuit India werden ingediend. Op 1 april 2021 werd het door Public Health England aangewezen als Variant Under Investigation (VUI-21APR-01).